# 沃爾澤利
沃爾澤利（羅馬化：Vorzel）是烏克蘭中北部基輔州布恰区布恰市镇内的市级镇。始建於1905年，面積7平方公里，2021年估計人口有6,766人。
當地於1941年9月22日被德军占领。1943年11月，苏联军队收復該地。
2022年2月下旬，當地被俄罗斯军队占领。4月乌克兰收复该地。

## 圖像

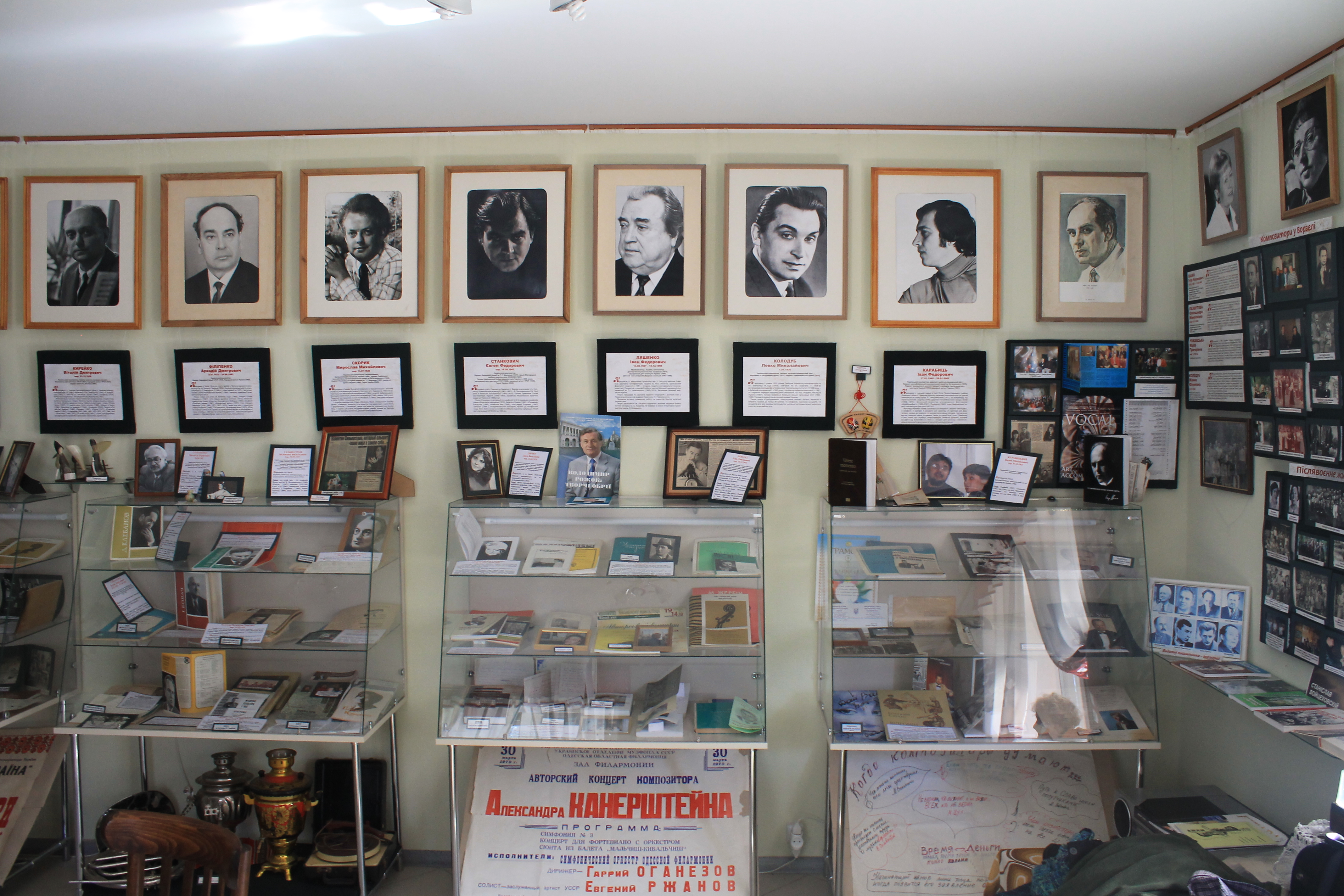
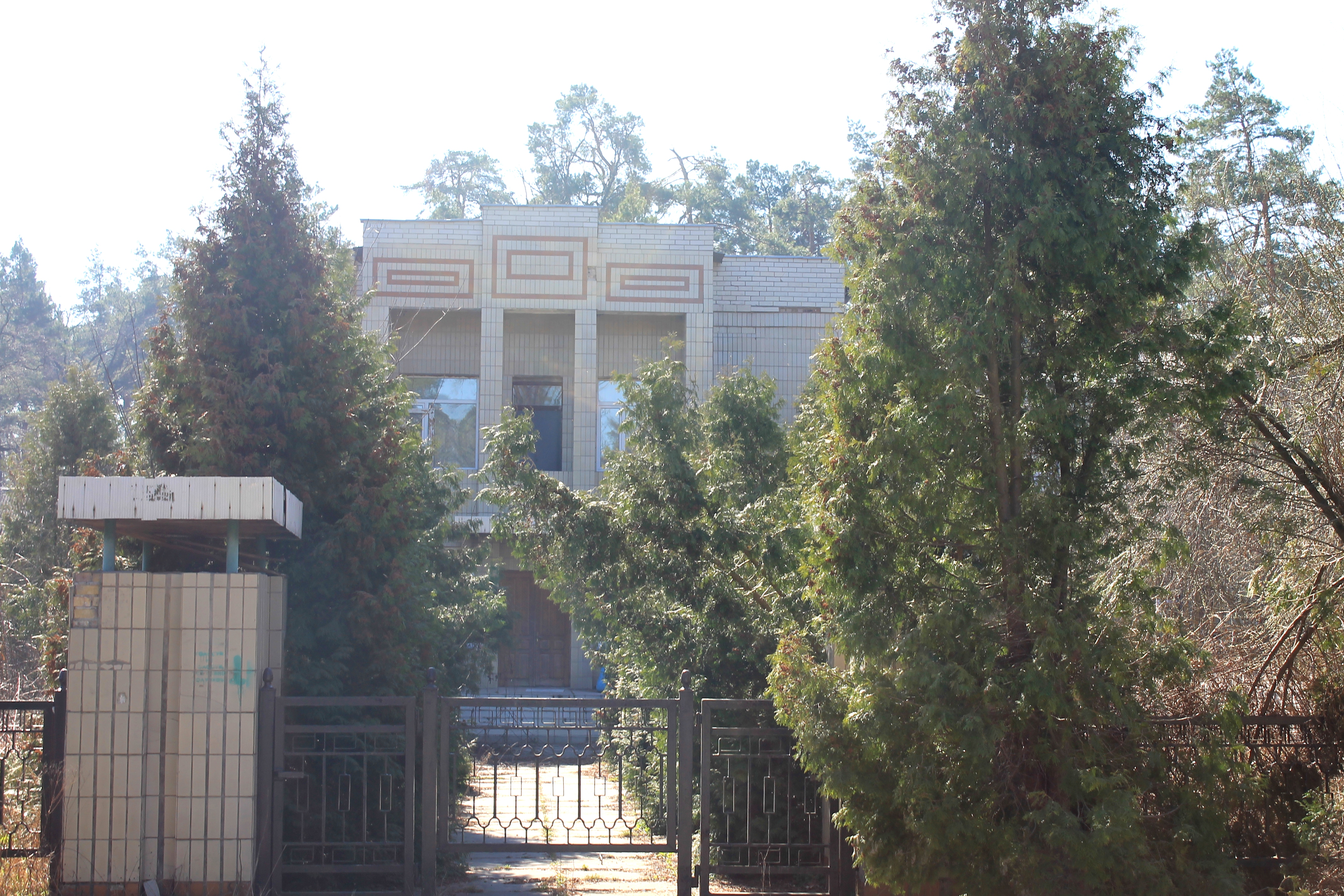
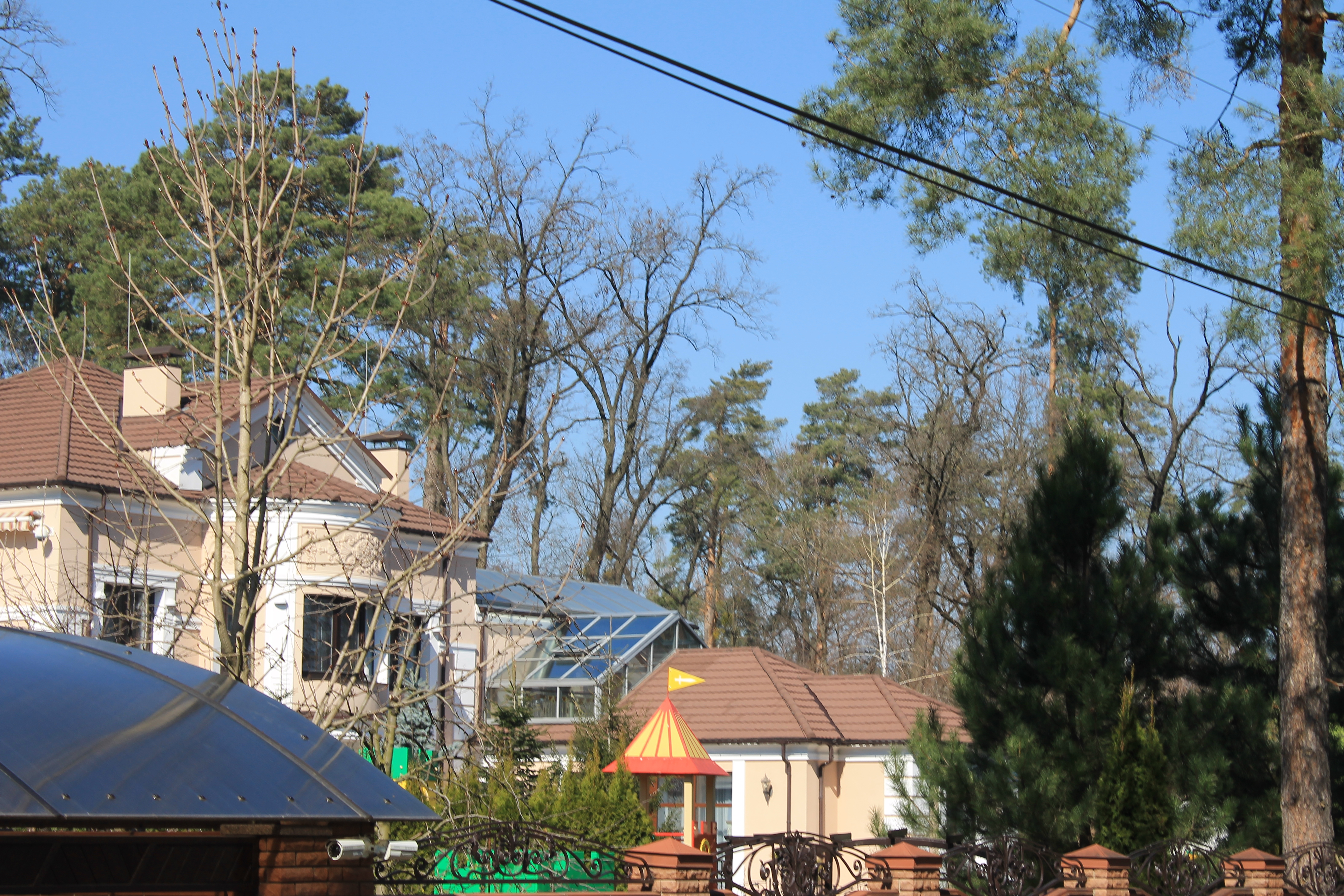
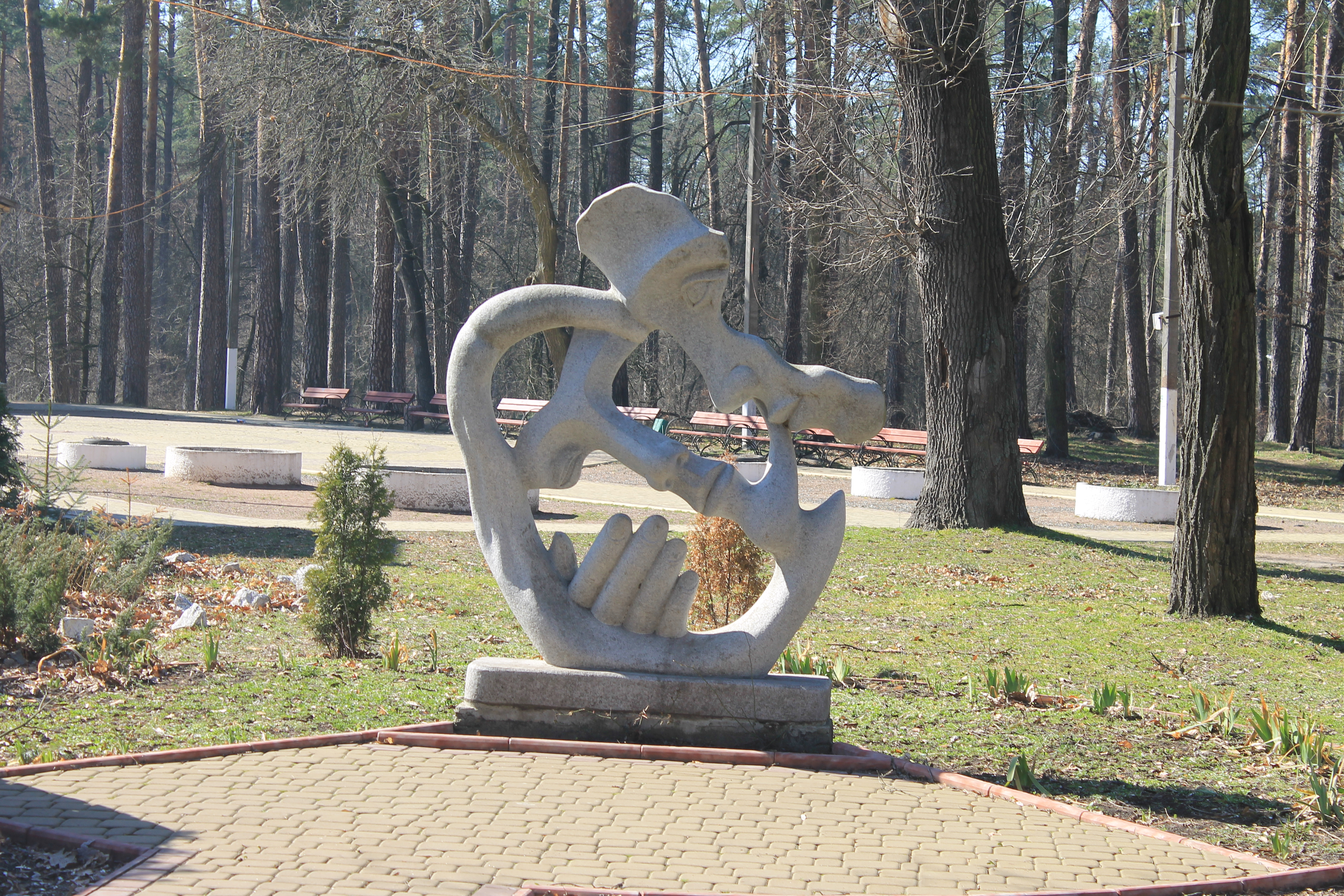
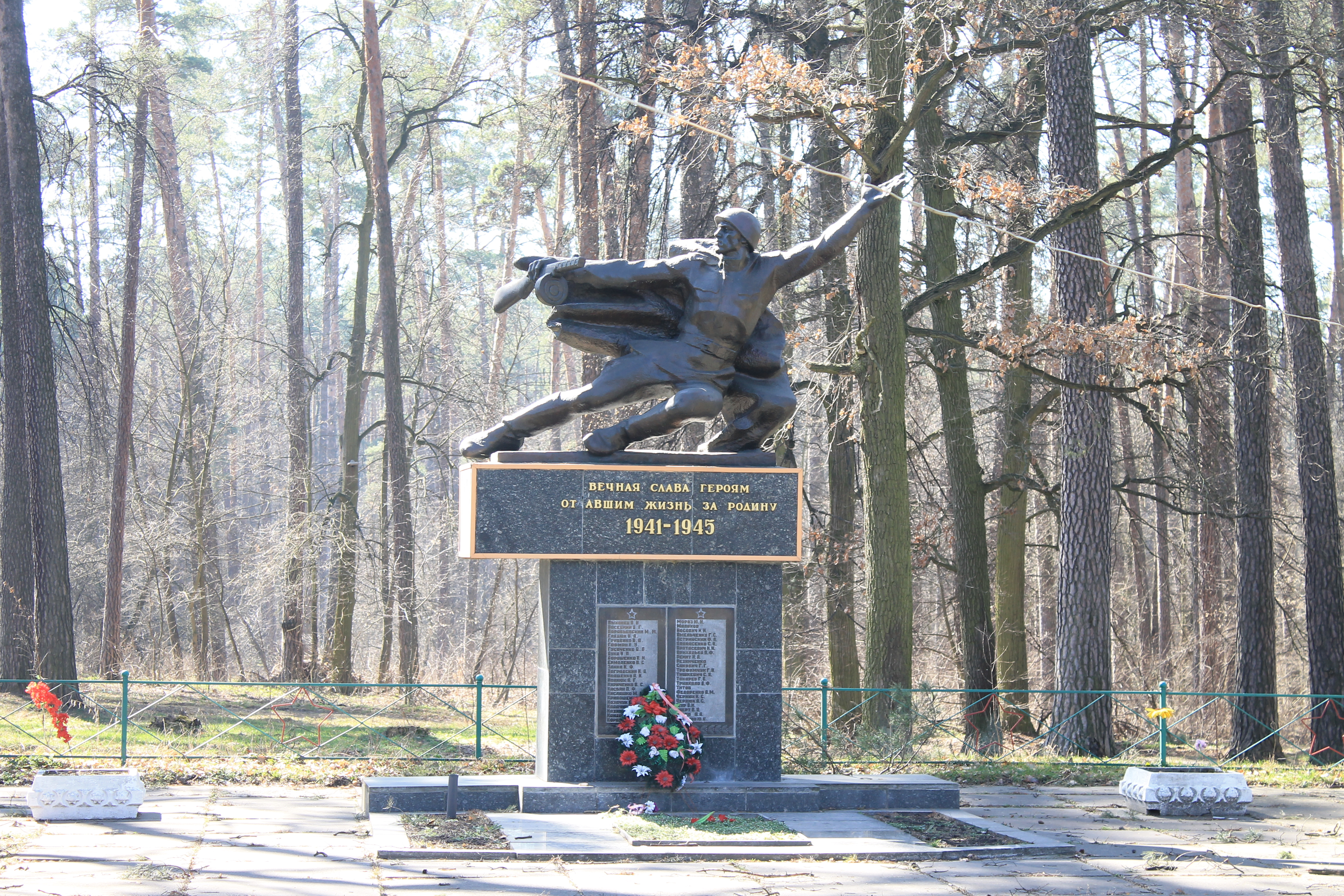
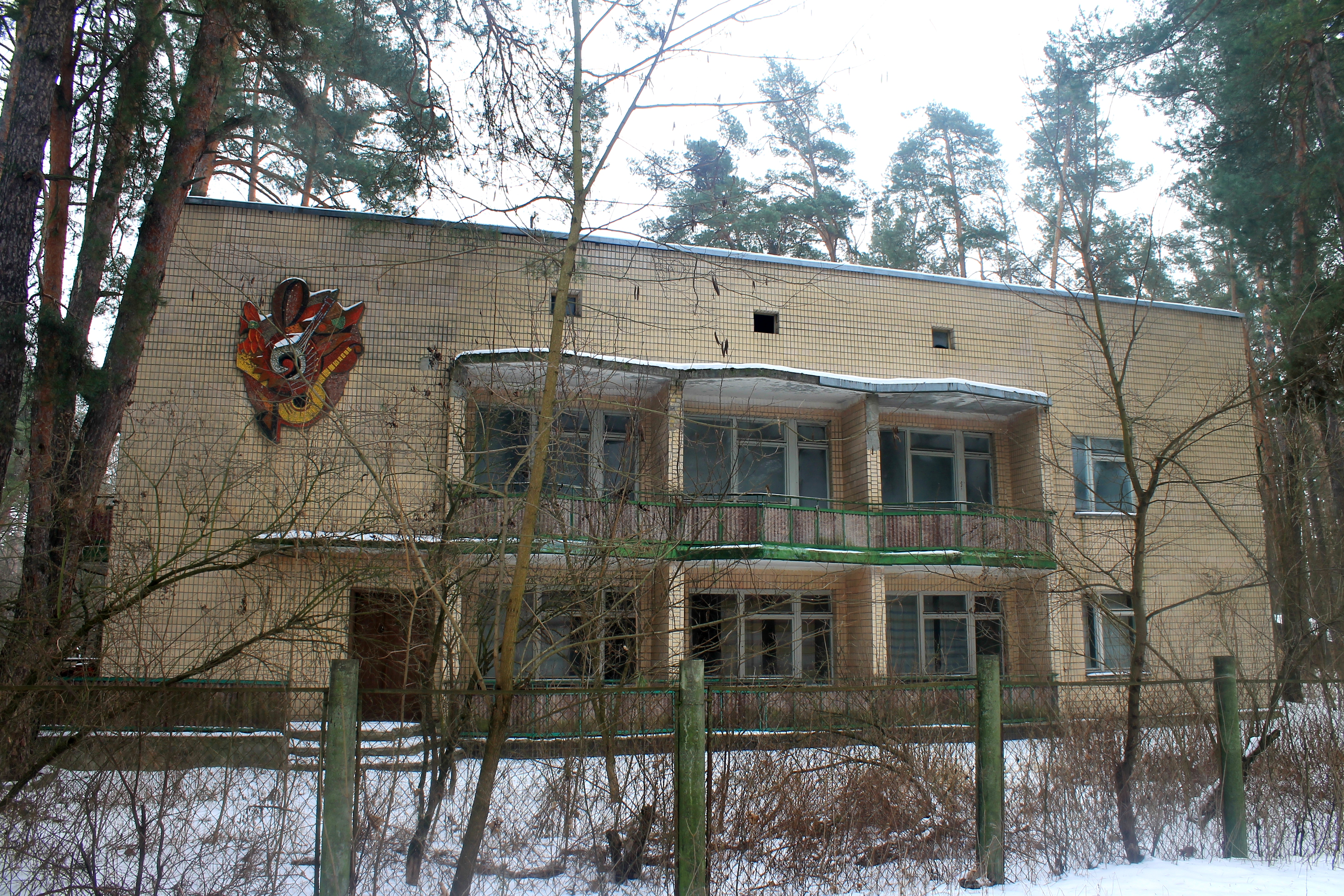
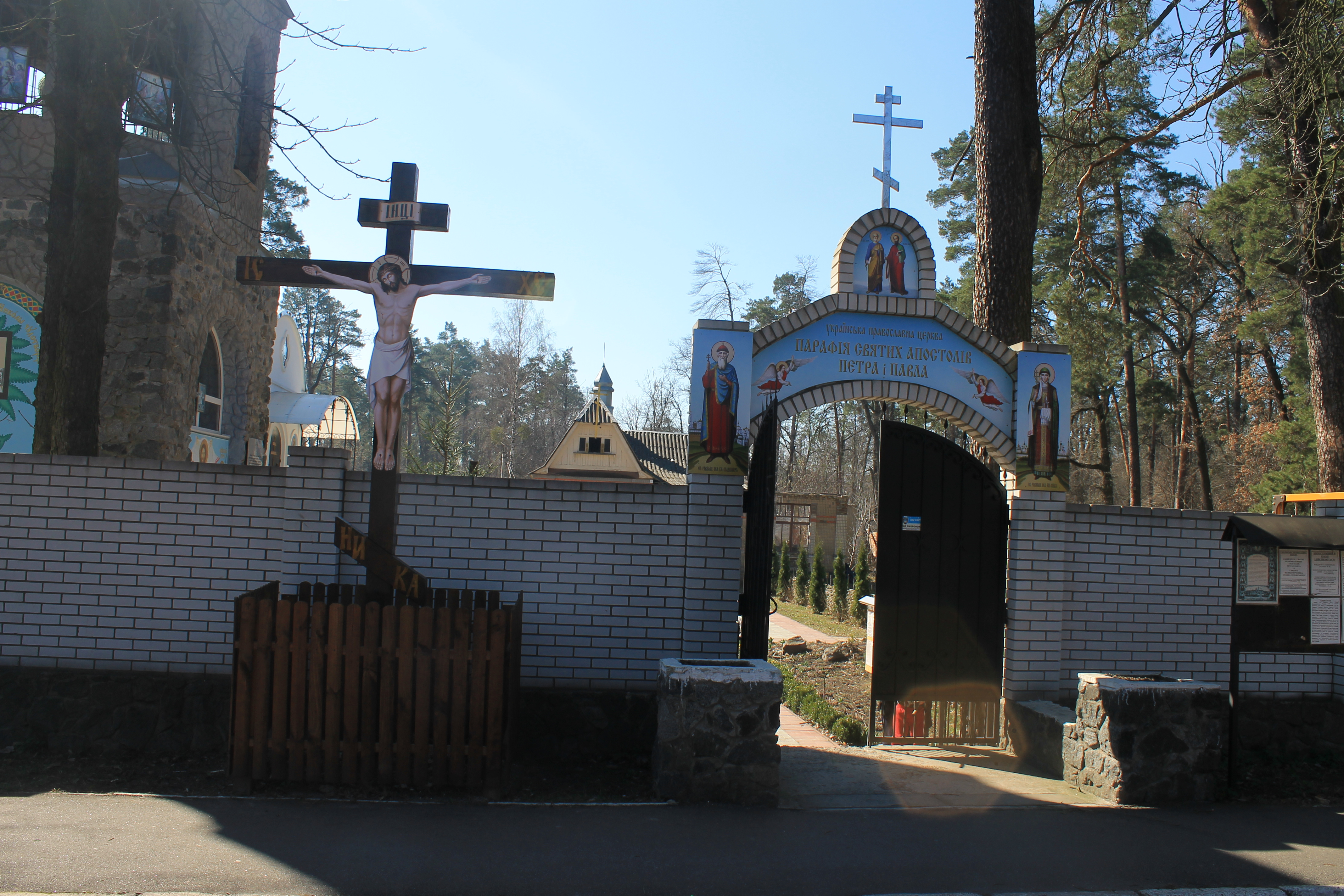